# レイチェル・カー
賈立怡（レイチェル・カー、Rachel Kar、1981年8月29日 -）は、香港生まれの女性シンガーソングライター。

## 人物・経歴
- 15歳の時に、イギリスの大学へ留学、古典音楽を学ぶ。大学時代の同級生とも未だ交流がある[1]。
- 18歳の時に、作曲者としてユニバーサルミュージックと契約。2005年には歌手として再契約。アルバム『賈主義』などをリリースした。
- 2009年には、個人事務所・REAL MUSIC PRODUCTIONを設立。創作、録音、製作すべて彼女自身による手作りの音楽が人気になった。

## 音楽作品

### アルバム
- 2005年8月：『賈主義』
- 2006年11月：『感恩節』
- 2007年8月：『獨奏』
- 2009年4月：『聴聴』

### シングル
- 2009年09月: 『Notes for Sun』
- 2010年04月: 『ABCD』

### 作品提供
- 『動作派』──陳奕迅、容祖児
- 『泡沫』──関心妍（ジェイド・クァン）
- 『獨照』──容祖児
- 『愛無言』──王傑（デイブ・ウォン）
- 『一對』──林子萱（キキ・リン）
- 『Music Bring Smiles』（微笑行動2004主題歌）
- 『起點』（FUJI XEROX2005主題歌）
- 『自由猫』（2005HKSPCA主題歌）